# Parafia św. Jana Chrzciciela w Jeleniej Górze-Cieplicach
Parafia pw. Świętego Jana Chrzciciela w Jeleniej Górze-Cieplicach znajduje się w dekanacie Jelenia Góra Zachód w diecezji Legnickiej. Jej proboszczem jest o. Grzegorz Sekuła SP. Obsługiwana przez księży pijarów. Erygowana 1 stycznia 1175. Mieści się przy ulicy Cieplickiej.